# Chaco Abeno
Chaco Abeno (japanisch 阿倍野 ちゃこ Abeno Chako) ist eine japanische Mangaka und Illustratorin.

## Werdegang und Werk
Abenos professionelles Debüt war 2002 ihre kurze Serie In White: Pure Story, mit der sie 2001 als Adaption zum gleichnamigen Videospiel beauftragt wurde. Ihre Mangaserie Sola von 2006 erhielt 2007 eine Umsetzung als Anime-Fernsehserie, ebenso wie ihre ab 2010 erschienene Serie Bibliotheca Mystica. Abenos Manga Escha & Logy no Atelier: Tasogare no Sora no Renkinjutsushi war wiederum eine Adaption der Geschichte der gleichnamigen Animeserie. Neben ihren Manga-Serien gestaltete sie die Illustrationen für mehrere Light Novels wechselnder Autoren. Seit Chrome Breaker 2008 wurden mehrere ihrer Serien bei Egmont Manga auf Deutsch herausgegeben. Darunter auch Ich kämpfte zehn Jahre zwischen den Dimensionen und kehrte als Legende zurück, ihre bisher längste Serie.
Abenos Werk umfasst sowohl romantische als auch actionreiche Abenteuergeschichten, die in der Regel auch den Genres Comedy und Fantasy zuzuordnen sind. Sie hat sowohl für Shōnen-, Seinen- als auch für Shōjo-Magazine gearbeitet. In den Jahren 2010 und 2011 brachte sie zudem im Eigenverlag mit dem Zirkel Hakka Pink Yaoi-Dōjinshi zur Serie Hetalia heraus. Für ihre frühen Arbeiten bis Crome Breaker arbeitete sie mit Druckbleistift für die Zeichnungen und Tuschefeder für die Reinzeichnungen und arbeitete gemeinsam mit ihren Assistentinnen meist bis in die Nacht, wenn die Abgabetermine näher rückten.

## Bibliografie (Auswahl)
- In White: Pure Story (2002, 1 Band)
- Amahara Mahō Kottōten (天原魔法骨董店, 2003, 1 Band)
- Yōkoso. Wakaba-sō e (ようこそ。若葉荘へ, 2005–2008, 2 Bände)
- Sola (2006, 2 Bände)
- Chrome Breaker (2005–2009, 4 Bände)
- My Otome Zwei (2007, 1 Band)
- Tengoku no Honya-san (天国の本屋さん - 路地裏幻草子, 2008)
- White Album (2008, 3 Bände)
- Bibliotheca Mystica (ダンタリアンの書架 Dantalian no Shoka, 2010–2012, 5 Bände)
- A+B – Angel+Blood (2013, 2 Bände)
- Escha & Logy no Atelier: Tasogare no Sora no Renkinjutsushi (エスカ＆ロジーのアトリエ～黄昏の空の錬金術士～, 2013–2014, 2 Bände)
- Draw (DRAW 魔女の眠る海で Draw – Majo no Nemuru Umi de, 2014–2016, 4 Bände)
- Gate featuring The Starry Heavens (2015–2016, 2 Bände)
- Tensei shite Inaka de Slow Life wo Okuritai (転生して田舎でスローライフをおくりたい, 2016, Illustrationen)
- Valkyrie no Kiko (2016–2018, 4 Bände, Illustrationen)
- Trinity Seven: Liese Chronicle (2017–2018, 3 Bände)
- Witch Order (2018, Kurzgeschichte)
- Tensei Shitara Yadoya no Musukodeshita (転生したら宿屋の息子でした 田舎街でのんびりスローライフをおくろう Tensei Shitara Yadoya no Musukodeshita: Inaka Machi de Nonbiri Slow Life o Okurō, 2018, 1 Band, Illustrationen)
- Saisoku Musō no B-kyū Mahōtsukai (最速無双のＢ級魔法使い, 2019, 2 Bände, Illustrationen)
- Ich kämpfte zehn Jahre zwischen den Dimensionen und kehrte als Legende zurück (ここは俺に任せて先に行けと言ってから10年がたったら伝説になっていた。 Koko wa Ore ni Makasete Saki ni Ike to Itte kara 10-nen ga Tattara Densetsu ni Natte Ita., seit 2019, 16 Bände)
- Yakutatazu to Iwareta node, Watashi no Ie wa Dokuritsu shimasu!: Densetsu no Ryū wo Mezamesasetara, Nazeka Saikyō no Kuni ni Natteimashita (役立たずと言われたので、わたしの家は独立します! ~伝説の竜を目覚めさせたら、なぜか最強の国になっていました~, seit 2021, Illustrationen)